# Egnasia seclusalis
Egnasia seclusalis är en fjärilsart som beskrevs av Walker 1865. Egnasia seclusalis ingår i släktet Egnasia och familjen nattflyn. Inga underarter finns listade i Catalogue of Life.